# Sector Sargento Aldea (San Pablo)

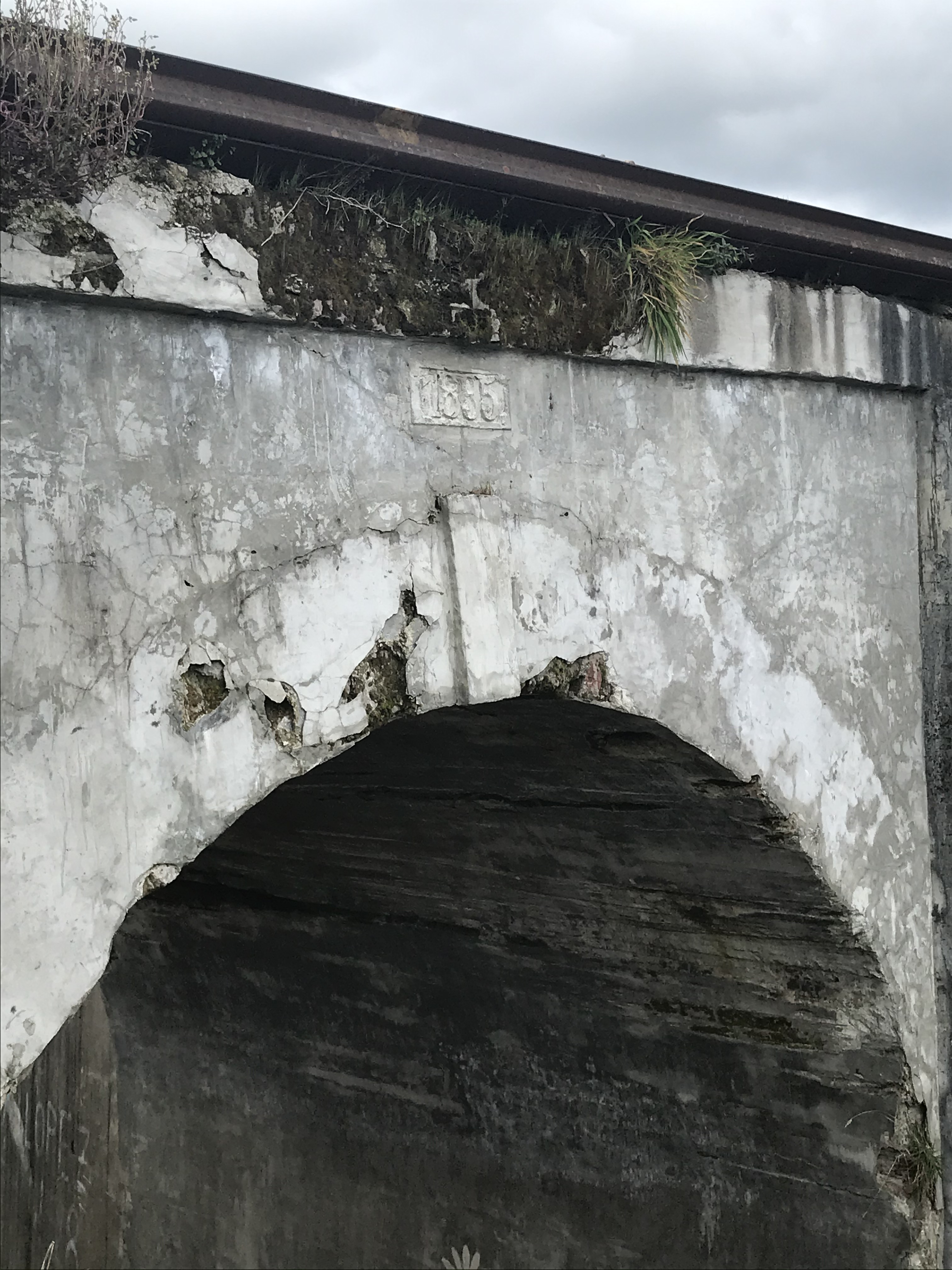
Paso a nivel de la línea de ferrocarriles, construido en 1885.

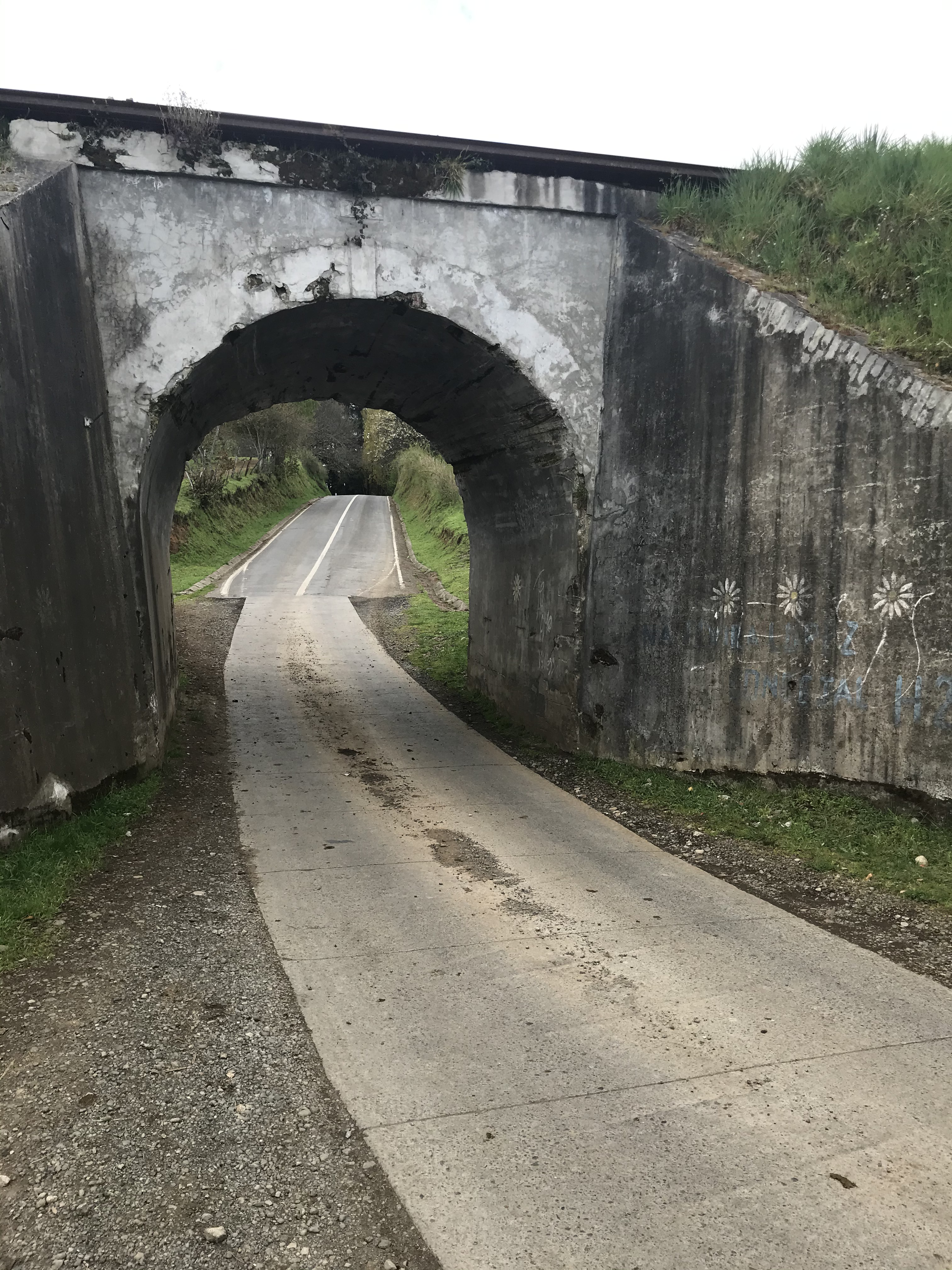
túnel de ferrocarriles (1885)

El Sector de Sargento Aldea, ubicado en la comuna de San Pablo (Chile), es una localidad agrícola y lechera ubicada a 17 km de la Villa de San Pablo y a 15 km de la ciudad de Osorno. Este sector surgió como un asentamiento agrícola luego de la promulgación de la ley de Reforma Agraria N° 15.020, que buscaba la redistribución de terrenos estatales entre los campesinos del país. Este asentamiento fue fundado en el año 1974, año en que se entregó el título de dominio de propiedad a 8 familias de diferentes lugares de la Región de Los Lagos.
La puerta de entrada al Sector de Sargento Aldea (San Pablo) es el antiguo paso a nivel de la línea de ferrocarriles, el cual data del año 1885, cuenta con un camino vecinal que permite el acceso a todos los vecinos de la localidad, en reemplazo del antiguo camino "Socotúe" (var. Sucutúe) que conectaba la zona rural de Chacayal  (lugar de arbustos espinosos, en mapudungún) y Trumao. Actualmente, cuenta con una población aproximada de 70 personas y unas 25 casas.    
Agricultura y Ganadería a escala familiar
Este sector se ha caracterizado por su producción a mediana y pequeña escala de granos (trigo, avena) y la producción de leche y ganado, aunque en la actualidad esta producción se ha diversificado, incorporando la producción frutícola a través de la plantación de frambuesas, y la producción hortícola a partir de la instalación de invernaderos, bajo normas de producción orgánica y sustentable.
Organizaciones locales

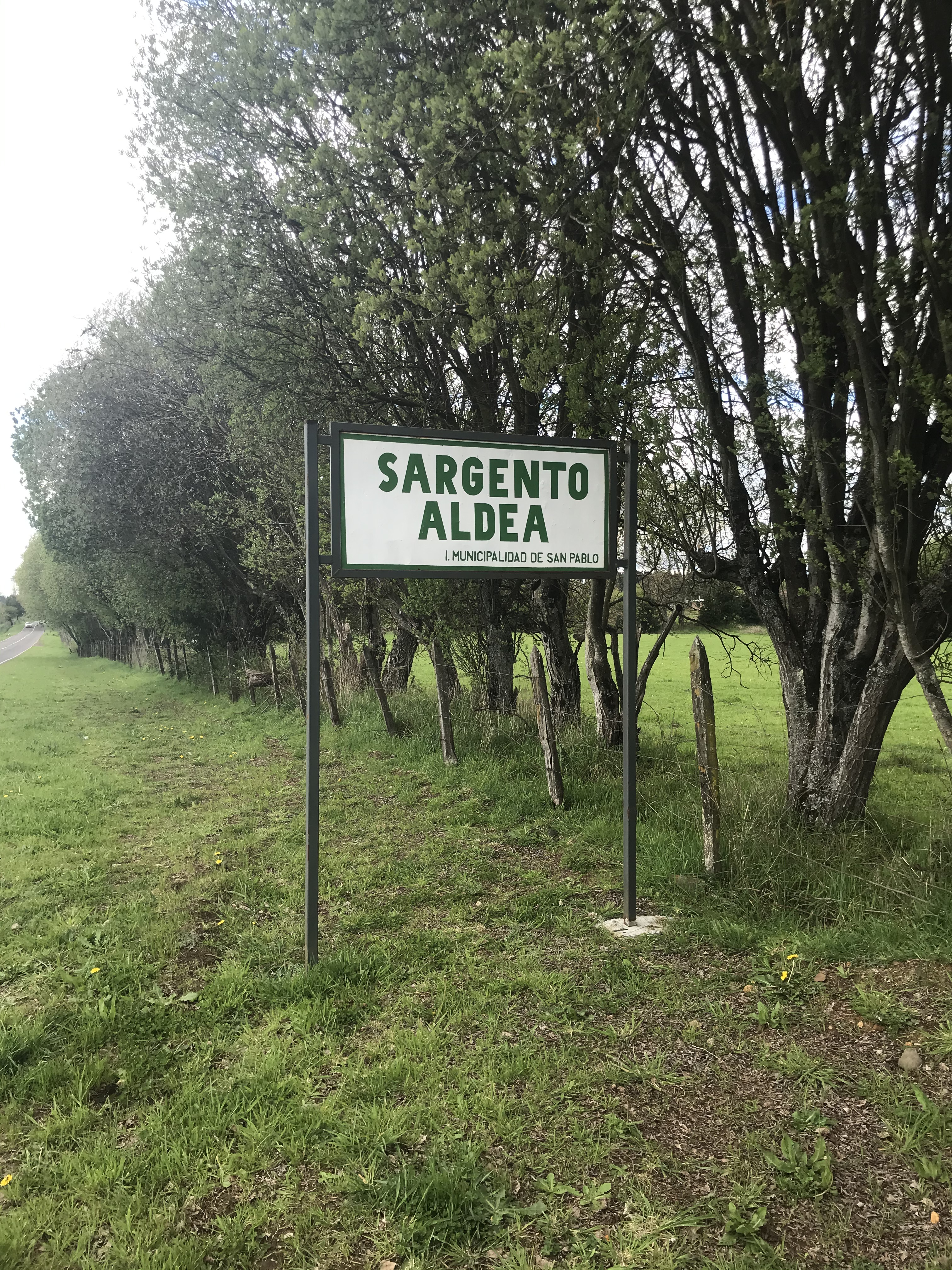
Acceso a sector Sargento Aldea

Comité de Pequeños Agricultores Sargento Aldea. Este comité fue fundado el año 2012 con el fin de reunir y organizar a la comunidad en la búsqueda de las mejoras del camino vecinal, aunque ha logrado varias otras iniciativas con apoyo municipal, tales como la gestión de retiro de basura. 
Club Deportivo "Alberto Quintano",  fue una agrupación futbolítica que reunía a los jóvenes y adultos del sector para participar en ligas locales y campesinas, su trayectoria no duró más de 15 años. Actualmente esta organización no se encuentra vigente.